# Przygody ośliczki Tosi
Przygody ośliczki Tosi (ang. The Adventures of Dawdle The Donkey, 1993–1995) – brytyjski serial animowany dawniej emitowany w Polsce w paśmie Wieczorynki na kanale TVP 1.

## Fabuła
Serial opowiada o przygodach ośliczki Tosi i jej przyjaciołach misiu Polarze i kocie Szarusiu, którzy mieszkają na pięknej Łące za Złotą Bramą.

## Wersja polska
Wersja polska: Telewizyjne Studia Dźwięku w Warszawie
Reżyseria: Andrzej Bogusz
Tłumaczenie:
- Agnieszka Stelmaszyńska,
- Bożena Bokota (odc. 32)

Dialogi:
- Krystyna Dembińska,
- Dorota Dziadkiewicz (odc. 32)

Dźwięk: Jakub Milencki
Montaż: Zofia Dmoch
Kierownik produkcji: Monika Wojtysiak
Teksty piosenek: Krzysztof Rześniowiecki
Opracowanie muzyczne: Eugeniusz Majchrzak
Śpiewał: Krzysztof Strużycki
Wystąpili:
- Agnieszka Kunikowska – Tosia
- Jacek Bursztynowicz – Polar
- Janusz Bukowski – Narrator
- Jacek Jarosz – Rocky
- Leszek Abrahamowicz
- Ewa Złotowska

i inni
Lektor: Andrzej Bogusz

## Spis odcinków
| N/o            | Polski tytuł                          | Angielski tytuł                  |
| -------------- | ------------------------------------- | -------------------------------- |
|                |                                       |                                  |
| SERIA PIERWSZA |                                       |                                  |
|                |                                       |                                  |
| 01             | Poznajmy się                          | Looking for a Home               |
|                |                                       |                                  |
| 02             |                                       | Dawdle and the Snow Bear         |
|                |                                       |                                  |
| 03             |                                       | Dawdle and the Traffic Jam       |
|                |                                       |                                  |
| 04             |                                       | Dawdle and the Intruder          |
|                |                                       |                                  |
| 05             |                                       | Dawdle and the Grizzly Bear      |
|                |                                       |                                  |
| 06             |                                       | Dawdle Goes to the Sea           |
|                |                                       |                                  |
| 07             |                                       | Dawdle and the Dragon Kite       |
|                |                                       |                                  |
| 08             | Ośliczka Tosia i przyjęcie urodzinowe | Dawdle and the Birthday Party    |
|                |                                       |                                  |
| 09             |                                       | Dawdle and the Elephant          |
|                |                                       |                                  |
| 10             |                                       | Dawdle the Rainbow Donkey        |
|                |                                       |                                  |
| SERIA DRUGA    |                                       |                                  |
|                |                                       |                                  |
| 11             |                                       | Dawdle and the Mole Field        |
|                |                                       |                                  |
| 12             |                                       | Dawdle and the Sheep             |
|                |                                       |                                  |
| 13             |                                       | Dawdle and the Bath Chair        |
|                |                                       |                                  |
| 14             |                                       | Dawdle and the Night Prowlers    |
|                |                                       |                                  |
| 15             |                                       | Dawdle and the Enormous Dog      |
|                |                                       |                                  |
| 16             |                                       | Dawdle and the Combine Harvester |
|                |                                       |                                  |
| 17             |                                       | Dawdle and the Heatwave          |
|                |                                       |                                  |
| 18             |                                       | Dawdle and the Swans             |
|                |                                       |                                  |
| 19             |                                       | Dawdle and the Buried Treasure   |
|                |                                       |                                  |
| 20             |                                       | Dawdle and the Squirrels         |
|                |                                       |                                  |
| SERIA TRZECIA  |                                       |                                  |
|                |                                       |                                  |
| 21             |                                       | Dawdle and the Eagle             |
|                |                                       |                                  |
| 22             | Tosia ma chrypkę                      | Dawdle Goes a Little Horse       |
|                |                                       |                                  |
| 23             |                                       | Dawdle and the Scare Bear        |
|                |                                       |                                  |
| 24             |                                       | Dawdle and the Tractor           |
|                |                                       |                                  |
| 25             |                                       | Dawdle and the Stranger          |
|                |                                       |                                  |
| 26             |                                       | Dawdle and Friday 13th           |
|                |                                       |                                  |
| 27             | Ośliczka Tosia i wesołe miasteczko    | Dawdle and the Fairground        |
|                |                                       |                                  |
| 28             |                                       | Dawdle and the Toothache         |
|                |                                       |                                  |
| 29             |                                       | Dawdle and the Snake             |
|                |                                       |                                  |
| 30             | Tosia i biwak                         | Dawdle Goes Camping              |
|                |                                       |                                  |
| 31             | Tosia i kotki                         | Dawdle and the Kittens           |
|                |                                       |                                  |
| 32             | Tosia i balon                         | Dawdle and the Balloon           |
|                |                                       |                                  |
| 33             | Ośliczka Tosia i księga żartów        | Dawdle and the Joke Book         |
|                |                                       |                                  |